# 와이바이오로직스
와이바이오로직스(Y Biologics Co. Ltd.) 주식회사는 항체신약 전문의 대한민국 기업이다. 대표이사는 장우익이며 본사는 대전광역시 유성구 테크노4로 29 3층이다.

## 기술 이전
2024년 와이바이오로직스와 HK이노엔, 아이엠바이오로직스가 공동으로 개발한 OX40L항체와 TNF-α(종양괴사인자-α) 타깃 이중항체 신약 후보물질 'IMB-101(OXTIMA)'이 미국 기업에 한화 약 1조3000억원 규모에 기술이전 되었다

## 상장
유안타증권을 주관사로 공모가 9000원에 기술특례상장로 상장하였다

## 참고문헌
1. ↑  홍숙, 와이바이오로직스의 경영 효율화 전략 '리더십 재정비', 더벨, 2023년 10월 18일
2. ↑  이지운, 와이바이오로직스, 1.3조 규모 공동개발 이중항체 신약후보 기술 이전에 강세, 머니S, 2024년 6월 17일
3. ↑  배동주, 와이바이오로직스, 공모가 9000원 확정…내달 5일 코스닥 상장, 조선일보, 2023년 11월 21일
4. ↑  최은수, 와이바이오로직스, 빠졌던 '바이오텍 피어그룹' 추가, 더벨, 2023년 10월 30일

## 같이 보기
- 동아에스티
- HK이노엔
- JW중외제약
- 삼진제약
- 쎌바이오텍
- 에이비엘바이오